# Tafonomia

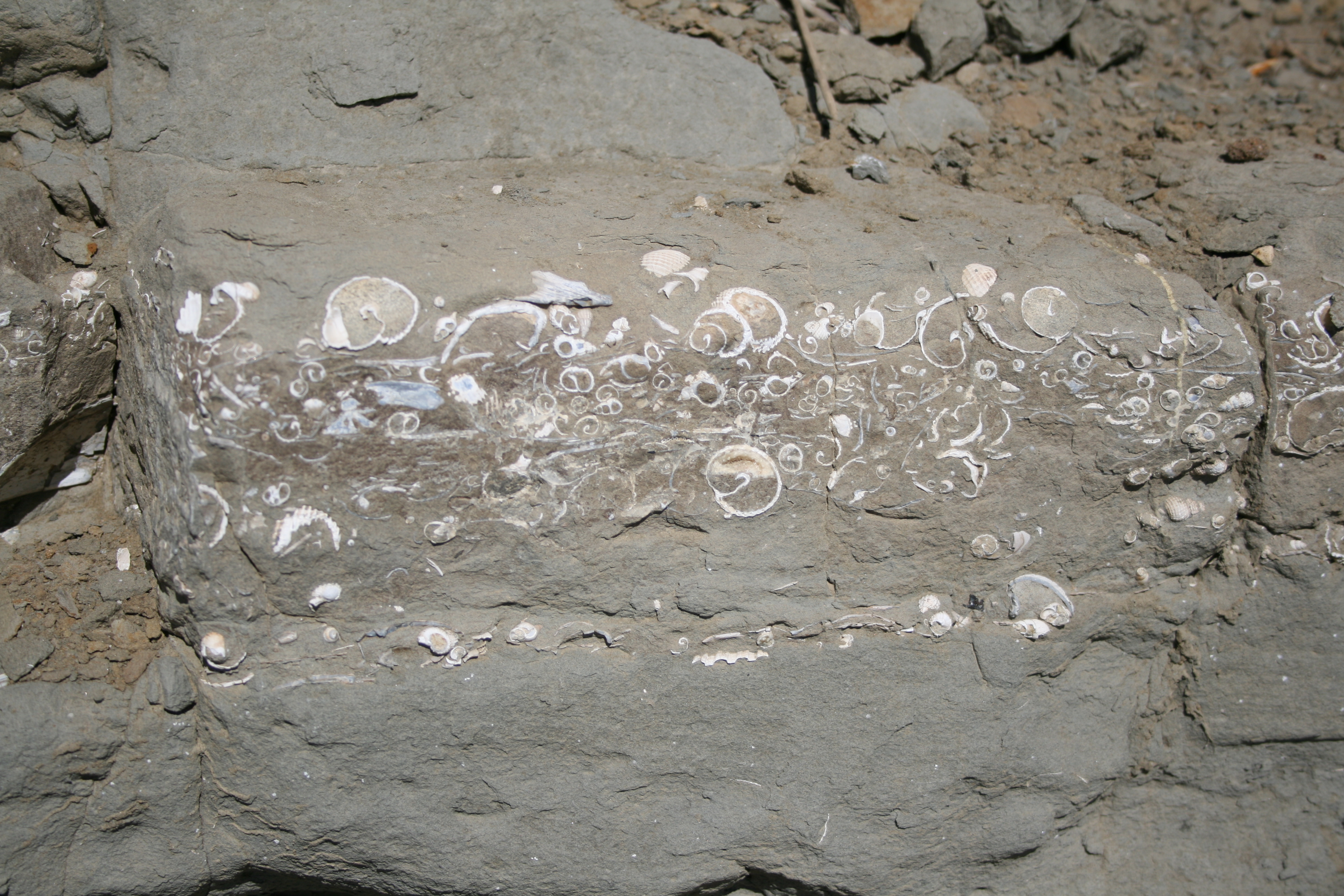
Tanatocenosi di molluschi marini, allineati entro sedimenti argillosi.

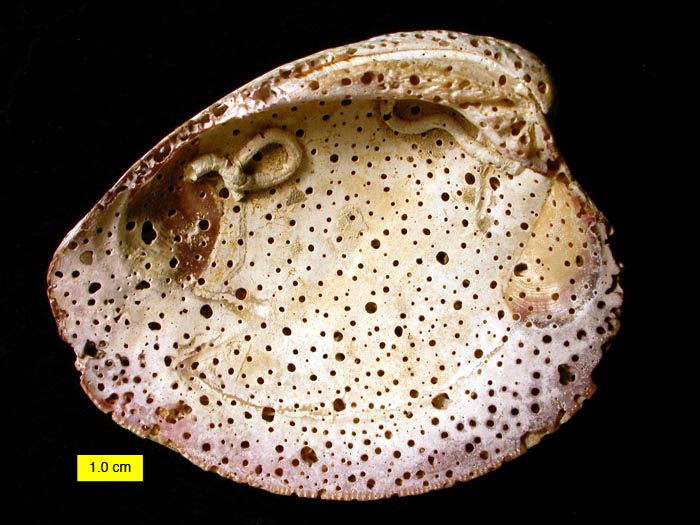
Perforazioni spugnose (Entobia) e incrostazioni di vermi serpulidae sulla conchiglia del bivalve Mercenaria mercenaria nel North Carolina.

La tafonomia è la scienza che studia le modalità della formazione di un fossile. La parola, di recente coniazione, deriva dai termini greci τάφος (tàfos)= tomba, sepoltura e νόμος (nòmos)= legge, regola.
Si occupa dell'intera storia dell'organismo, dal momento della morte o della preagonia fino alla definitiva conservazione; studia pertanto il trasferimento di materia dalla biosfera alla litosfera.

## Fasi della tafonomia
La tafonomia viene distinta in quattro fasi che si susseguono temporalmente:
- la morte dell'organismo,
- le vicende che subiscono i resti fino al loro seppellimento (biostratinomia),
- il seppellimento definitivo nei sedimenti,
- le trasformazioni diagenetiche (fossilizzazione)

Gli eventi che vanno dalla morte al seppellimento si sviluppano in tempi storici (fino a un massimo di qualche decina di anni), mentre gli eventi che vanno dal seppellimento alla formazione del fossile si sviluppano in tempi geologici (migliaia o milioni di anni).

### Morte di un organismo
La morte di un organismo può essere posta tra un'indagine di tipo paleoecologico e biostratinomico. Nella quasi totalità dei casi, gli organismi non giungono alla fine del loro ciclo biologico, ma muoiono prematuramente per predazione, parassitismo, avvelenamento, soffocamento ecc. Da queste cause dipendono le probabilità di fossilizzazione, sempre molto scarse; secondo Nicol (1977) solo l'8% delle specie animali attuali ha la possibilità di divenire fossili in rocce sedimentarie, mentre altre valutazioni indicano che solo una su 5000 specie del passato è divenuta fossile. Le cause della morte di un organismo sono molto utili per ottenere più precise riscostruzioni paleoambientali. È tuttavia raro riuscire a risalire alle cause della morte come invece accade per gli organismi conservati nell'ambra, nel limo ghiacciato, nell'asfalto o quando sono ben visibili i segni di predazione.
Famoso è l'esempio dell'ammonite Placenticeras del Sud Dakota che presenta chiaramente visibili i fori lasciati dai denti di un mosasauro.
 In un altro caso famoso la morte per predazione è avvenuta per entrambi gli organismi, predatore e preda: un enorme pesce del Cretaceo del Kansas (Xiphactinus) è morto in seguito all'aver inghiottito un altro pesce di grandi dimensioni (Gillicus); casi simili sono costituiti dai numerosi fossili di pesce fossilizzati nell'atto di ingoiare la propria preda, evidentemente conseguenze di una valutazione errata delle capacità del proprio tubo digerente (ad esempio il pesce Mioplosus conservatosi mentre inghiotte il piccolo pesce Knightia). Gli esempi più classici di morte per predazione sono tuttavia costituiti dalle perforazioni da parte di molluschi gasteropodi predatori su gusci di altri gasteropodi o di bivalvi, e dalle tracce di predazione da parte di granchi lasciate su conchiglie di gasteropodi.
Altro caso molto conosciuto di morte è quello della femmina di ittiosauro del genere Stenopterygius del Giurassico inferiore di Holzmaden, che si è fossilizzata con alcuni embrioni ancora nel ventre e un piccolo in via di espulsione; considerato l'ottimo stato di conservazione, si può ipotizzare che la morte sia avvenuta in acque anossiche (prive di ossigeno), senza correnti e moto ondoso, cose che hanno permesso la perfetta preservazione del reperto. Fossili di Ursus spelaeus, inoltre, mostrano chiare tracce di malattie del tessuto osseo che ne hanno senza dubbio causato la morte (Cadeo, 1956).
In ogni caso, per la maggior parte degli organismi fossilizzati è molto difficile ricostruirne la causa della morte. Tra le cause più comuni vi sono variazioni ambientali come avvelenamenti da alghe dinoflagellate, variazioni improvvise nel tenore di ossigeno, sedimentazioni subitanee che causano il seppellimento di un organismo. Un caso classico è quello degli xifosuri del genere Mesolimulus, trovati fossilizzati alla fine delle loro tracce nel calcare litografico di Solnhofen. Secondo alcune interpretazioni (Viohl in Boucot, 1990), questi limuli potrebbero essere morti in seguito a un avvelenamento causato da una proliferazione abnorme di dinoflagellati o altre alghe microscopiche.
La possibilità di fuga è un'altra discriminante: è ovvio che gli organismi sessili non possano abbandonare velocemente il luogo in cui vivono, divenuto improvvisamente sfavorevole.

### Biostratinomia
La biostratinomia è quel ramo della paleontologia che studia la successione temporale degli eventi (decomposizione, disarticolazione, bioerosione, dissoluzione) che avvengono a partire dalla morte di un organismo fino al suo primo seppellimento in un ambiente naturale, che possono portare alla sua fossilizzazione, prima dell'inizio dei processi di diagenesi del sedimento inglobante il futuro fossile. 

### Seppellimento degli organismi
La granulometria dei sedimenti e la velocità di sedimentazione influenzano moltissimo il processo di fossilizzazione. In generale, tutti gli organismi si conservano meglio in sedimenti fini piuttosto che in quelli grossolani. La velocità del seppellimento è anch'essa un requisito fondamentale per la fossilizzazione. La situazione ideale per la conservazione dei reperti e la registrazione della diversità tassonomica di un ecosistema è rappresentata da apporti sedimentari repentini e catastrofici, in grado di soffocare e seppellire immediatamente la maggior parte degli organismi. 

#### Seppellimento in detriti minerali
Il caso più frequente di seppellimento in natura è quello nei detriti minerali, dato che la quasi totalità dei sedimenti è di origine minerale. Nei materiali grossolani angolosi (detriti di falda, sedimenti glaciomarini, detriti vulcanici), che hanno un'elevata permeabilità, i resti di un organismo hanno scarsa possibilità di conservarsi. Un caso eccezionale è rappresentato dalle brecce ossifere nelle grotte, dove le concezioni calcaee o gessose possono cementare rapidamente i detriti e proteggere le ossa. Gli ambienti ad alta energia dove si sedimentano le ghiaie non sono favorevoli alla conservazione di resti scheletrici, a causa degli urti continui e reciproci provocati dall'acqua in movimento. I resti di organismi sepolti nelle sabbie (sedimenti di mare basso, fluviali e desertici) potrebbero aver subito un limitato logorio meccanico se l'esposizione all'azione abrasiva dei sedimenti in movimento è stata limitata: l'ambiente marino è quindi favorevole rispetto all'ambiente subaereo, dove i resti hanno più probabilità di essere ossidati o disciolti da acque acide e ben ossigenate.
Le peliti (silt, argilla e fanghi calcarei) sono i sedimenti più diffusi in natura e sono favorevoli alla conservazione dei resti organici. In questi ambienti i processi di logorio meccanico e disarticolazione sono limitati, e dopo il seppellimento la loro scarsa permeabilità impedisce o limita la circolazione di fluidi che potrebbero dissolvere i resti. Negli ambienti pelitici è molto importante la componente organica derivata dall'accumulo di detriti vegetali o animali; in assenza di ossigeno, il materiale organico è esposto a fermentazioni anaerobiche che arricchiscono la materia organica, dando origine agli idrocarburi. In questi ambienti, se la velocità di sedimentazione è elevata, è facile che si conservino non solo le parti scheletriche ma anche la materia organica vera e propria.
Perché un organismo si fossilizzi non è tanto importante una sedimentazione costante, quanto un evento deposizionale improvviso anche se sporadico: un millimetro di sedimento deposto ogni decennio è pressoché inutile a proteggere un guscio adagiato sul fondo del mare, mentre un metro di sedimento in pochissime ore garantisce una protezione definitiva dai processi biostratinomici, compresa l'azione degli organismi che vivono nei primi decimetri di sedimento. In questo senso sono molto funzionali le torbiditi, le colate di fango piroclastico, le tempestiti e le coltri cineritiche. Esempi di piroclastiti fini subacquee sono quelle degli artropodi (Lophoranina), delle spugne e dei molluschi del Luteziano della Valle di Chiampo nei Monti Lessini in provincia di Vicenza, o dei vegetali subfossili delle Lipari.
Se le cavità interne di una conchiglia sepolta nel fango presentano aperture di piccole dimensioni, è altamente improbabile che vengano riempite completamente dal sedimento. In queste condizioni il sedimento si dispone nelle parti basse delle cavità, lasciando libere le parti alte che vengono così riempite dai fluidi circolanti nel sedimento. Col procedere della diagenesi, dai fluidi precipitano quarzo, calcite e altri minerali che vanno a tappezzare le pareti di queste cavità, trasformandole in geodi, o addirittura riempiendole del tutto. Esempi di questo tipo di fossilizzazione si ritrovano nei nautiloidi del Siluriano della Sardegna. L'insieme dei riempimenti assume una polarità precisa e va a costituire una struttura biogeopeta. Queste strutture possono essere utilizzate come livelle naturali per stabilire la reale posizione di vita o la posizione di seppellimento di un organismo estinto, come nel caso del brachiopode del Carbonifero Waagenoconcha (Grant, 1966) o per ricostruire l'inclinazione originale dei paleopendii (Broadhurst e Simpson, 1967), o ancora per determinare se un gruppo di strati sia dritto o rovesciato. A volte, nello stesso strato, si rinvengono strutture biogeopete orientate casualmente: in questi casi evidentemente i fossili sono stati rielaborati dopo la formazione delle strutture. 

#### Inglobamento in detriti organici
In certi ambienti particolari (stagni, acquitrini, paludi) i detriti organici (in particolare i vegetali) si possono accumulare in grandi quantità senza ossidarsi o putrefarsi; se l'accumulo si protrae per periodi di tempo molto lunghi, i depositi avranno un notevole spessore. A seconda del rapporto tra peliti inorganiche e detriti organici, si parla di argille ricche di materia organica o di fango organico (pressoché privo di materia inorganica). Quest'ultimo è sostanzialmente un sedimento detritico che può inglobare animali terricoli, anfibi, uccelli e insetti che finiscono per avere buone possibilità di fossilizzarsi. Questo inglobamento porta generalmente a un particolare tipo di fossilizzazione, con animali conservati sotto foma di pellicole carboniose (antracoleimmi), che conservano tutti i particolari ma che risultano fortemente compressi. Le ligniti dell'Eocene della valle di Geisel nei pressi di Halle in Germania e la torbiera subfossile di Tollund in Danimarca sono due esempi di questo tipo di conservazione. Il giacimento di Geisel venne studiato da Voigt tra gli anni '30 e gli anni '50: in questa "torba fossile" vennero ritrovate porzioni carbonizzate di epidermide di rane, pipistrelli e artiodattili, cellule di tessuto adiposo di rettili e mammiferi, diversi tipi di peli di mammiferi, vasi sanguigni di lucertole, tessuti cartilaginei di equidi primitivi e larve di ditteri. 

#### Inglobamento in fluidi
A volte gli animali vengono seppelliti in fluidi viscosi, come petrolio greggio, resine, sabbie mobili o fanghi inorganici. In questo caso la morte degli animali è causata non da un evento esterno inevitabile ma dal loro stesso comportamento (di solito dovuto a un'errata valutazione dell'ambiente circostante).
Il più famoso esempio di inglobamento in petrolio greggio è costituito dai vertebrati fossili del Pleistocene superiore e dell'Olocene di Rancho La Brea, nel bel mezzo della città di Los Angeles; qui, moltissimi animali rimasero intrappolati in laghetti di petrolio greggio formatisi a causa di fuoriuscite di petrolio da giacimenti superficiali. In superficie, il petrolio diventa viscoso e può venire ricoperto da acqua piovana, diventando così una vera e propria trappola naturale per gli animali selvatici. Negli stagni di petrolio di Rancho La Brea hanno trovato la morte numerosissimi vertebrati di vario tipo, invischiati nel greggio. Uccelli e mammiferi predatori, attirati dalle creature moribonde, sono stati intrappolati a loro volta: la composizione della fauna di Rancho La Brea mostra un numero di carnivori dieci volte superiore a quello degli erbivori. Tra i fossili più spettacolari si ricordano quelli di un canide cacciatore (Aenocyon dirus), di una tigre dai denti a sciabola (Smilodon fatalis) e di una sorta di avvoltoio gigante (Teratornis merriami).
Nelle resine vegetali, invece, si conservano soprattutto fiori, pollini, insetti, ma anche piccoli vertebrati. La resina fossile viene chiamata ambra o, se proveniente da sedimenti molto recenti, copale. L'ambra del Baltico è una delle più famose e si rinviene lungo le coste meridionali del Mar Baltico. In queste zone l'ambra è stata prodotta in gran parte da una conifera estinta (Pinus succinifera) che formava estese foreste nell'Eocene. La resina che colava lungo i tronchi inglobava gli insetti e altri piccoli organismi che erano rimasti intrappolati in una precedente colata di resina, sottraendoli agli agenti esterni. Di questi organismi il più delle volte è rimasta solo una sottile pellicola esterna, ma lo stato di conservazione è talmente perfetto che i dettagli possono essere ingranditi fino a 1000 volte (Schlüter, 1990). Depositi simili sono segnalati anche nel Cretaceo del Manitoba (Canada), nel Paleogene delle Antille, nel Miocene della Sicilia e, soprattutto, nel Cretaceo del Myanmar.
Nel Cretaceo superiore del deserto del Gobi sono stati rinvenuti due esemplari di dinosauri avvinghiati l'un l'altro: un erbivoro (Protoceratops) e un carnivoro (Velociraptor); un'ipotesi di come questi due animali siano morti e si siano conservati riguarda la presenza di sabbie mobili (Kielan-Jaworowska, 1975). Anche stagni e paludi ad alta sedimentazione di vegetali possono intrappolare e conservare animali di grandi dimensioni. Uno degli esempi più famosi e importanti è quello del giacimento eocenico di Grube Messel, nei pressi di Francoforte in Germania. Qui, in argilliti lacustri altamente bituminose, sono stati rinvenuti in eccellente stato di conservazione resti di piante, insetti, epsci d'acqua dolce, rettili, uccelli e mammiferi. Per quanto riguarda i mammiferi, spesso è rimasta conservata anche l'impronta della pelle e del pelo (Franzen e Michaelis, 1988).

#### Incrostazione
L'incrostazione è un processo di fossilizzazione che avviene quando un organismo viene ricoperto in parte o completamente da una "crosta" di origine inorganica od organogena. La crosta inorganica è generalmente costituita da calcite prodotta indirettamente da attività algale o da precipitazione chimica di acque soprasature; quella organogena è formata dal guscio di altri organismi.
L'incrostazione inorganica (o incrostazione sensu stricto) avviene soprattutto in acque soprasature di bicarbonato di calcio; in questo caso sottili pellicole di calcite si depositano intorno all'organismo, andando a riprodurne la forma esterna. La precipitazione di CaCO3 può essere dovuta all'azione indiretta di vegetali presenti nell'acqua (che sottraggono CO2 all'acqua), all'evaporazione rapida che avviene nei pressi delle cascate (dove l'acqua è nebulizzata) o al raffreddamento di acque termominerali associato alla diminuzione della pressione. In questi casi si possono conservare foglie e rami sotto forma di impronte esterne; nel caso in cui i depositi siano particolarmente estesi, questi calcari concrezionari prendono il nome di travertini. Analoghi tipi di conservazione si ritrovano negli ambienti carsici, in particolare in cavità note come brecce ossifere, costituite da accumuli di ossa di vertebrati terrestri cementate dal CaCo3 insieme a materiale detritico di vario tipo.
L'incrostazione organogena (o bioimmurazione) è un tipo di conservazione poco conosciuto e si verifica quando al di sopra di un rganismo a corpo molle o dallo scheletro poco mineralizzato cresce un organismo incrostante (epibionte) con scheletro calcareo che , nella sua parte inferiore, riproduce una replica della forma generale del corpo dell'organismo incrostato (Taylor, 1990). Gran parte di questi fossili sono conservati come rilievo negativo e divengono visibili solo dopo il distacco dell'organismo replicante; a volte l'impronta negativa viene iempita da calcite o pirite che va a formare un modello positivo dell'organismo replicato. Vi sono casi in cui organismi incrostanti hanno prodotto il calco del profilo del guscio di un organismo che è stato successivamente dissolto durante la diagenesi, come avvenuto per alcune ammoniti che si ritrovano "stampate" sul guscio di antichissime ostriche (Lewy, 1972). Tipici organismi che si fossilizzano in questo modo sono i briozoi ctenostomi, gli idrozoi, alcune alghe (ad es. Codium bursa), angiosperme marine, anemoni di mare e ascidie. Gli organismi replicanti più comuni sono invece le ostriche (e più in generale i bivalvi cementanti), i vermi serpulidi e i briozoi ciclostomi.

### Fossilizzazione
La fossilizzazione è l'insieme dei processi biochimici e ambientali che modificano i resti degli esseri viventi, impedendone il disfacimento, e li trasformano nel prodotto chiamato fossile.

## Note

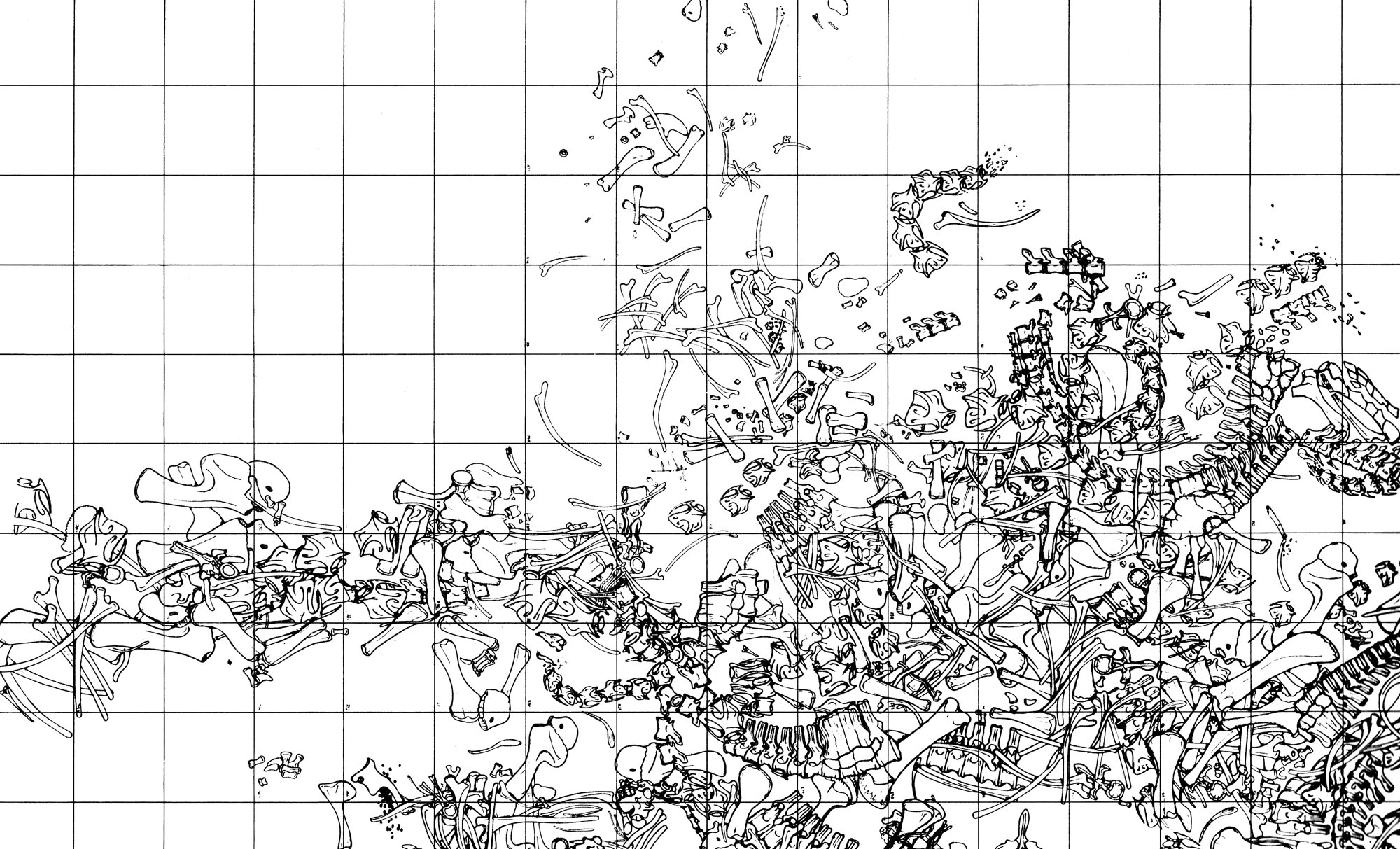
Mappatura di ossa dinosauro, in situ, allo scopo di ricostruire con precisione i processi tafonomici